# Freiwilligen-Stamm-Division
Die Freiwilligen-Stamm-Division war ein Großverband des Heeres der deutschen Wehrmacht im Zweiten Weltkrieg.

## Divisionsgeschichte
Die Division wurde am 1. Februar 1944 in Südfrankreich als Ersatz für alle Ost- und Turkvölkischen Verbände aufgestellt. In seiner Funktion als Kommandeur der Freiwilligenverbände beim Oberkommando des Heeres und Inspekteur der Ersatztruppen war Generalmajor Ralph von Heygendorff bis Mitte März 1944 für die Aufstellung der Division verantwortlich. Das Hauptquartier der Division lag in Lyon.

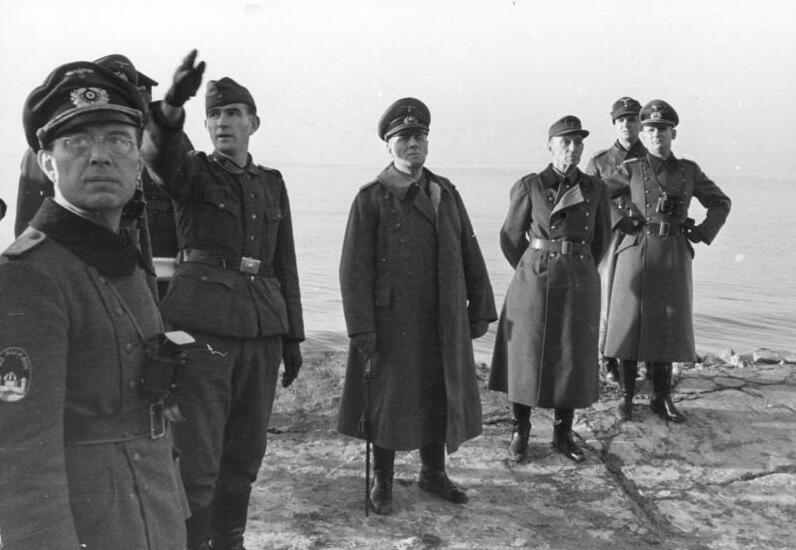
Offizier mit Ärmelschild für turkmenische Freiwillige der Wehrmacht (ganz links) bei der Besichtigung des Atlantikwalls durch Erwin Rommel, Nordfrankreich, 16. Januar 1944.

Die Einheit gehörte zu den sogenannten Ostlegionen, das heißt, ihr Personal bestand aus Freiwilligen aus der Sowjetunion, meist Angehörigen ethnischer Minderheiten. Die Freiwillige-Stamm-Division bestand aus turkmenischen, aserbaidschanischen, georgischen, tatarischen, kosakischen, armenischen und anderen sowjetischen Freiwilligen, verteilt auf fünf Regimenter.
Hauptzweck der Division war die Partisanenbekämpfung der französischen Widerstandsbewegung im Rahmen der Besetzung Westeuropas mit besonderem Fokus auf Frankreich. Ab September 1944 nahm die Division am Rückzug aus Frankreich bis ins Elsass teil. Dort aufgerieben wurde die Division anschließend auf dem Truppenübungsplatz Ohrdruf im Wehrkreis XIII wieder aufgestellt, aber auch kurze Zeit später wieder aufgelöst.

## Kommandeure
- Generalmajor Wilhelm von Henning, 11. März 1944 – 12. September 1944
- Generalmajor Bodo von Wartenberg, 12. September 1944 – 1945

## Gliederung der Division
- Freiwilligen-Stamm-Regiment 1 in Castres für Georgier, Nordkaukasier und Turkestaner[3]
- Freiwilligen-Stamm-Regiment 2 in Mende für Aserbaidschaner, Armenier und Tataren aus Wolgaregion,[3] nach April 1944 für Ukrainer und Russen
- Freiwilligen-Stamm-Regiment 3 in Mâcon[2] für Russen, Ukrainer und zentralasiatische Turkvölker – Major Wilhelm Sebald, später von Juli 1944 an Major Anton Werner[4]
- Freiwilligen-Stamm-Regiment 4 in Namur für Russen und Ukrainer
- Freiwilligen-Stamm-Regiment 5 in Langres für alle Kosaken